# Consejo Ártico
El Consejo Ártico es un foro intergubernamental que discute asuntos a los que se enfrentan los gobiernos de los países árticos y los representantes de pueblos indígenas del Ártico.

## Historia
El primer paso hacia la formación del Consejo se produjo en 1991, cuando los ocho países árticos firmaron la Estrategia de Protección Ambiental del Ártico (EPAA). La Declaración de Ottawa de 1996 estableció el Consejo Ártico como foro para promover la cooperación, la coordinación y la interacción entre los Estados árticos, con la participación de las comunidades indígenas y otros habitantes del Ártico en cuestiones como el desarrollo sostenible y la protección del medio ambiente. La Declaración de Ottawa nombró ocho miembros del Consejo Ártico: Canadá, Rusia, Noruega, Dinamarca, Islandia, los Estados Unidos, Suecia y Finlandia.
El Consejo Ártico ha realizado estudios sobre cambio climático, petróleo y gas, y navegación en el Ártico.
En 2011, los Estados miembros del Consejo concluyeron el Acuerdo de Búsqueda y Rescate en el Ártico, el primer tratado vinculante celebrado bajo los auspicios del consejo. En mayo de 2013 se estableció que seis estados (Italia, China, Japón, Corea del Sur, India y Singapur) sean miembros observadores permanentes.
El 3 de marzo de 2022, Canadá, Dinamarca, Estados Unidos, Finlandia, Islandia, Noruega y Suecia declararon que no asistirán a las reuniones del Consejo Ártico bajo presidencia rusa debido a la invasión rusa de Ucrania. Los mismos países emitieron una segunda declaración el 8 de junio de 2022 en la que manifestaban su intención de reanudar la cooperación en un número limitado de proyectos del Consejo Ártico previamente aprobados que no implican el liderazgo o la participación de Rusia.

## Miembros del Consejo Ártico

### Estados miembros
- Canadá; representando los territorios de
  - Territorios del Noroeste
  - Nunavut
  - Yukón
- Dinamarca; representando las dependencias de
  - Groenlandia
  - Islas Feroe
- Finlandia; representando la dependencia de
  - Åland
- Islandia
- Noruega; representando las dependencias de
  - Svalbard
  - Jan Mayen
- Rusia
- Suecia
- Estados Unidos; representando el estado de
  - Alaska

### Estados observadores
En 2021, los países con estatus de observador son (se incluye también el año de admisión):
- Alemania, 1998
- China, 2013
- Corea del Sur, 2013
- España, 2006
- Francia, 2000
- India, 2013
- Italia, 2013
- Japón, 2013
- Países Bajos, 1998
- Polonia, 1998
- Reino Unido, 1998
- Singapur, 2013
- Suiza, 2017

Estos países tienen el estatus de países observadores, dado que se encuentran más cerca del polo norte que del ecuador. El estatus de observador está abierto a los estados no árticos aprobados por el Consejo en las Reuniones Ministeriales que se celebran una vez cada dos años. Tienen derecho al estatus de observador, pero, como no tienen demandas territoriales en el círculo polar ártico, no pueden ostentar el estatus de miembro del Consejo.
Los observadores no tienen derecho a voto en el consejo. En septiembre de 2021, trece estados no árticos tienen estatus de observador. Los estados observadores reciben invitaciones para la mayoría de las reuniones del Consejo. Su participación en proyectos y grupos de trabajo dentro de los grupos de trabajo no siempre es posible, pero esto plantea pocos problemas ya que pocos estados observadores quieren participar a un nivel tan detallado.
En 2011, el Consejo aclaró sus criterios para la admisión de observadores, incluyendo en particular el requisito de que los solicitantes "reconozcan la soberanía, los derechos soberanos y la jurisdicción de los Estados del Ártico en el Ártico" y "reconozcan que se aplica un amplio marco jurídico al océano Ártico, que incluye, en particular, el Derecho del mar, y que este marco proporciona una base sólida para una gestión responsable de este océano".

### Estados observadores pendientes
Los estados observadores pendientes deben solicitar permiso para su presencia en cada reunión individual; estas solicitudes son rutinarias y la mayoría de ellas se conceden. En la Reunión Ministerial de 2013 en Kiruna, Suecia, la Unión Europea (UE) solicitó la condición de observador pleno. La Unión Europea no es un país, pero tiene competencia exclusiva en el establecimiento de aranceles comunes, de acuerdos comerciales y tiene competencia compartida con los Estados miembros en temas de medio ambiente y de normas comunes en el mercado de la UE, como por ejemplo el bienestar animal. Hay tres Estados miembros de la UE que son miembros del Consejo Ártico, Suecia, Finlandia y Dinamarca (aunque Dinamarca representa sobre todo a Groenlandia) y 6 Estados miembros de la UE son observadores del Consejo: Alemania, España, Francia, Italia, Países Bajos y Polonia. 
Además, la UE tiene acuerdos de asociación comerciales muy estrechos con otro miembro del Consejo, Noruega.  La UE es miembro de muchas organizaciones internacionales además de serlo sus Estados miembros. Un ejemplo es la FAO. El estatuto de observador para la UE no fue concedido, inicialmente, porque Canadá no estaba de acuerdo con la prohibición de la UE sobre la caza de focas.. A pesar de que la Unión Europea posee una política específica para el ártico y trabaja activamente en la región, el actual conflicto bélico en Ucrania le impide replantear su estatus en el seno del Consejo Ártico
Se revaluó el papel de los observadores, así como los criterios de admisión. Como resultado, se eliminó la distinción entre observadores permanentes y ad hoc.

### Presidencias
La presidencia del Consejo cambia cada dos años entre las ocho naciones miembros. Canadá (1996-1998) sirvió como el primer Presidente del Consejo, seguido por los Estados Unidos (1998-2000), Finlandia (2000-2002), Islandia (2002-2004) y Rusia (2004-2006). Dinamarca y Suecia compartieron la Presidencia en el 2008. Noruega, Dinamarca y Suecia están de acuerdo con una serie de prioridades comunes para las tres Presidencias. Actualmente y hasta el año 2015, preside el Consejo Canadá, siendo su presidente la inuk Leona Aglukkaq.

### Participantes permanentes
Seis comunidades indígenas del Ártico tienen el estatus de Participantes Permanentes del Consejo. Estos grupos son representados por la Asociación Internacional de Aleut, el Consejo Athabascano Ártico, el Consejo Internacional Gwich'in, el Consejo Circumpolar Esquimal, la Asociación Rusa de Pueblos Indígenas Septentrional y el Consejo Saami.

## Organizaciones observadores al Consejo Ártico
Ademásde los países Observadores al Consejo Ártico, como ocho naciones no-árticas - China, Francia, Alemania, Italia, los Países Bajos, Polonia, España y el Reino Unido; hay varias organizaciones internacionales con estatus de observador: Parlimentarios Árticos, IUCN, La Federación Internacional de la Cruz Roja, el Consejo Nórdico, el Foro del Norte, el PNUMA, el PNUD; y otras organizaciones no-gubernamentales como la Asociación Mundial de Pastores de Renos, la Universidad del Ártico y el Programa Ártico del Fondo Mundial para la Naturaleza (WWF).

## Reuniones del Consejo Ártico
El Consejo Ártico se reúne aproximadamente cada seis meses en la nación del Presidente para una reunión de los Funcionarios Superiores Árticos (FSAs). Los FSAs son representantes de alto nivel de cada una de las ocho naciones miembros. Representantes de los seis Participantes Permanentes y los Observadores oficiales también atienden.
Al final del ciclo de dos años, el presidente presenta una reunión al nivel ministerial, que es la culminación del trabajo del Consejo durante ese periodo. La mayoría de las ocho naciones miembros son representadas por un Ministro (o del Ministerio de Asuntos Exteriores, de Asuntos del Norte o del Medio Ambiente).
Una Declaración formal (pero no vinculante), nombrada por los participantes en el cual la reunión tiene lugar, se anuncia, que generalmente resume los logros y obras futuras del Consejo. Estas Declaraciones tratan de las áreas de actualidad principales que se las importan el Consejo, incluyendo el cambio climático, el desarrollo sostenible, la supervisión y evaluación del Ártico, los contaminantes orgánicos persistentes (COPs) y otros contaminantes en el Ártico, y los trabajos de los cinco Grupos de Trabajo del Consejo. La última reunión tuvo lugar el 26 de octubre de 2006 en Salekhard, Rusia.

### Presidencias
La presidencia del Consejo rota cada dos años. La presidencia actual la desempeña Noruega, que ocupa el cargo hasta la reunión ministerial de 2025.
- Canadá (1996-1998)[20]
- Estados Unidos (1998-2000)[21]
- Finlandia (2000-2002)[22]
- Islandia (2002-2004)[22]
- Rusia (2004-2006)[22]
- Noruega (2006-2009)[22]
- Dinamarca (2009-2011)[22][23]
- Suecia (2011-2013)[18][24]
- Canadá (2013-2015)[25]
- Estados Unidos (2015-2017)[21]
- Finlandia (2017-2019)[26][27]
- Islandia (2019-2021)
- Rusia (2021-2023)
- Noruega (2023-2025)

Noruega, Dinamarca y Suecia han acordado un conjunto de prioridades comunes para las tres presidencias. También acordaron una secretaría compartida entre 2006 y 2013.

## Coordinación del trabajo del Consejo
Cada nación que desempeña la presidencia acepta la responsabilidad para crear un Secretariado, que administra la coordinación total de la actividad del Consejo, que incluye organizando las reuniones, manteniendo el sitio web del Consejo, y distribuyendo los informes y documentos pertinentes al trabajo del Consejo. A la mayoría de las naciones miembros le gusta establecer un Secreteriado permanente, pero esta idea ha sido vetada varias veces por los Estados Unidos desde la incepción del Consejo.

## Grupos de Trabajo
El trabajo real dentro del Consejo Ártico se hace de una manera cooperativa entre cinco Grupos de  Trabajo y tres Programas y Planes de Acción

### Grupos de Trabajo
- Programa de Supervisión y Evaluación del Ártico[28]
- Conservación de Flora y Fauna Árticas[29]
- Prevención, Preparación y Reacción en caso de emergencia[30]
- Protección del Medio Ambiente Marino del Ártico[31][32]
- Grupo Trabajador para el Desarrollo Sostenible[33]

### Programas Planes de Acción
- Evaluación del Impacto del Clima Ártico
- Informe sobre el Desarrollo Humano en el Ártico
- Programa de Acción de Contaminantes Árticos[34]